# Lingua carpato-romanì
Il Carpato-Romanì, noto anche come Romanì Centrale  o Romungro, è un gruppo di dialetti della lingua romani parlati dalla Polonia meridionale all'Ungheria e dall'Austria orientale all'Ucraina.
I dialetti romanì centro-settentrionali fanno parte di una dozzina di grandi gruppi dialettali all'interno del romanì, una lingua indo-aria dell'Europa. I dialetti centro-romani dei romani sono tradizionalmente parlati da alcuni gruppi del popolo rom in Ungheria, Repubblica Ceca, Slovacchia (ad eccezione delle regioni sud-occidentali e centro-meridionali), Polonia sud-orientale, Transcarpazia e parti della Transilvania rumena. Esistono anche comunità emigranti negli Stati Uniti, nel Regno Unito, in Irlanda, in Belgio e in alcuni altri paesi dell'Europa occidentale.

## Dialetti
Elšík usa questa classificazione ed esempi dialettali (informazioni geografiche da Matras): 
| Sottogruppo           | Dialetto               | Posto                                    |
| --------------------- | ---------------------- | ---------------------------------------- |
| Centro-settentrionale | Boemo                  | Repubblica Ceca (estinta dopo Porrajmos) |
|                       | Slovacchia occidentale | Slovacchia                               |
|                       | Slovacchia orientale   | Slovacchia, Repubblica Ceca              |
|                       | Polonia meridionale    | Polonia                                  |
| Gurvari               | Gurvari                | Ungheria                                 |
| Centro-meridionale    | Romungro               | Ungheria                                 |
|                       | Romano                 | Austria                                  |
|                       | Vend                   | Ungheria, Slovenia                       |